# Okrožje Vojvodina Lauenburg
Okrožje Vojvodina Lauenburg (nemško Kreis Herzogtum Lauenburg) je najjužnejše okrožje dežele Schleswig - Holstein v severni Nemčiji. V njem se nahajajo številna zgodovinsko pomembna mesta, npr Lauenburg/Labe, Mölln in Ratzeburg.

## Upravna delitev
Neodvisne občine in mesta
| - 1. Geesthacht, (29.348) - 2. Lauenburg/Elbe, (11.591) - 3. Mölln, (18.642) | - 4. Ratzeburg, (13.837) - 5. Schwarzenbek, (14.890) - 6. Wentorf bei Hamburg (11.527) |

Amti
| - 1. Amt Berkenthin - 2. Amt Breitenfelde (Mölln) - 3. Amt Büchen - 4. Amt Hohe Elbgeest - 5. Amt Lauenburgische Seen (Ratzeburg) - 6. Amt Lütau (Lauenburg/Elbe) - 7. Amt Sandesneben-Nusse - 8. Amt Schwarzenbek-Land (Schwarzenbek) |